# Tequeño

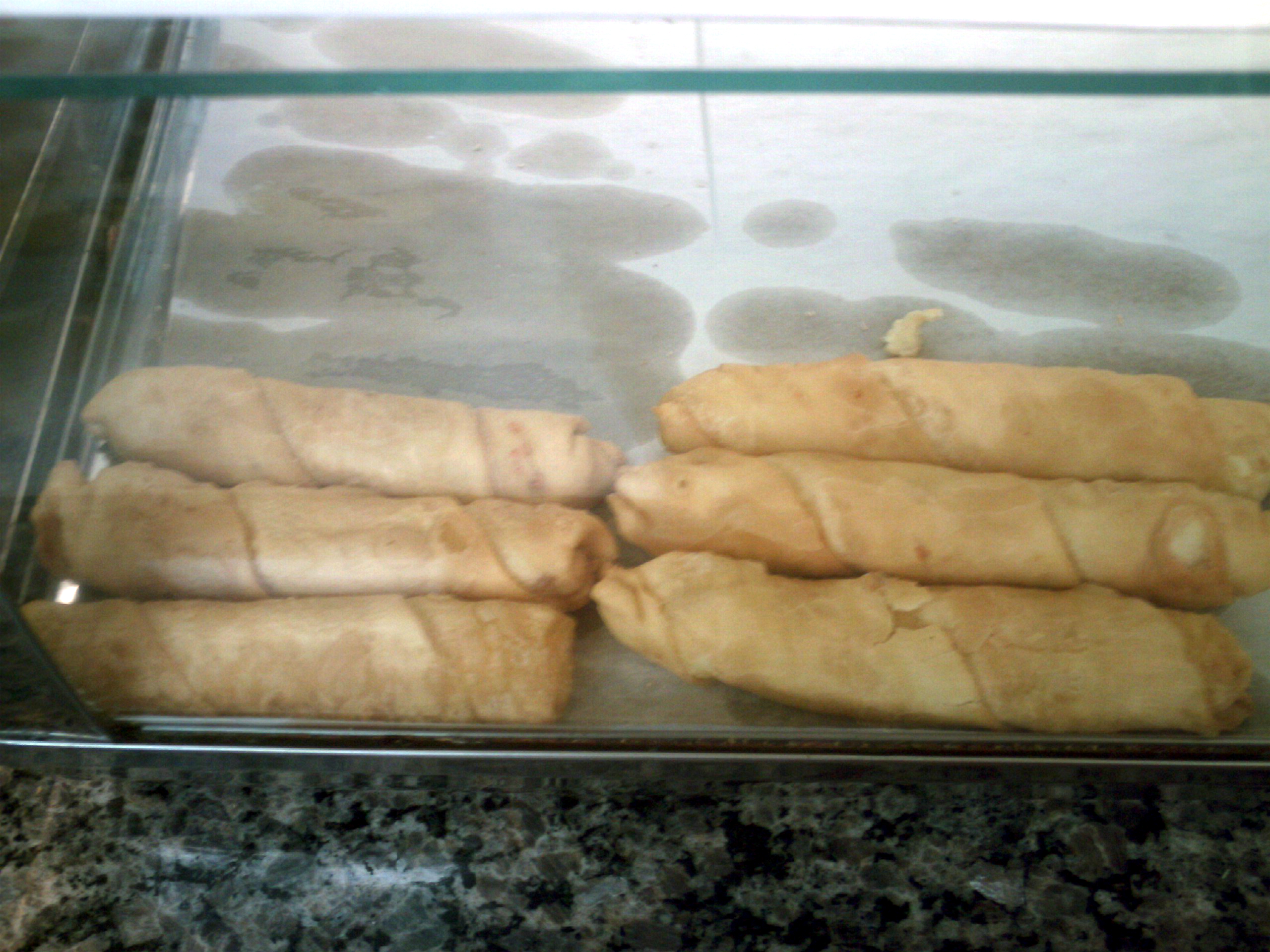
Tequeño

Il tequeño, dedito de queso o dedito è un piatto famoso in Venezuela, dichiarato in Venezuela come patrimonio nazionale, usato soprattutto durante feste e riunioni o come colazione, pranzo veloce o merenda.
Consiste in un impasto di farina di grano fritto, farcito con formaggio bianco.

## Etimologia
Si ipotizzano tre origini: proveniente dalla famiglia Báez di Los Teques, origine zuliana della città di Villa del Rosario ed infine la meno probabile, una origine da Caracas.